# اکی بنایی
اکرم بنایی معروف به اکی بنایی (زادهٔ اراک) بازیگر تئاتر، سینما و خواننده است. حرفهٔ اصلی وی خوانندگی است و دارای مدرک دکتری کنسرواتواری موسیقی از دانشگاه کالیفرنیا است. وی هم‌اکنون در لس آنجلس، کالیفرنیا در ایالات متحدهٔ آمریکا زندگی می‌کند. وی آهنگ‌های محلی بسیاری را خوانده است که از آن میان می‌توان به ترانهٔ رشید خان اشاره کرد.
او خواهر پوری بنایی، بازیگر تئاتر، سینما و تلویزیون است.

## آلبوم‌ها

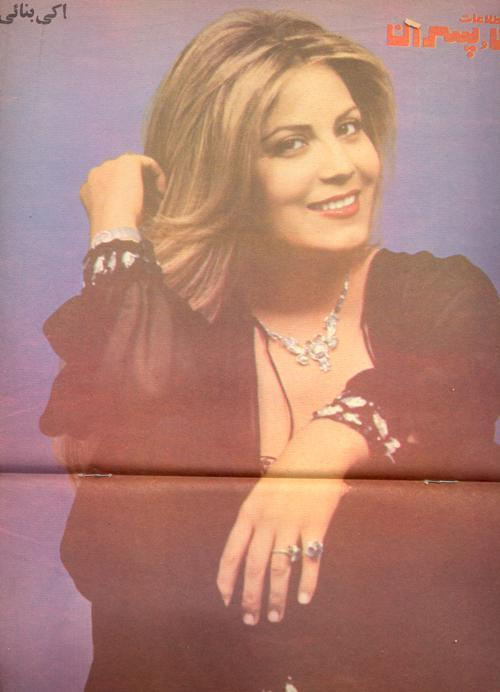
اکی بنایی

### رشید خان
| نام ترانه       | ترانه‌سرا         | آهنگساز          | تنظیم |
| --------------- | ---------------- | ---------------- | ----- |
| سبزه‌رو          | محلی شیرازی      | محلی شیرازی      |       |
| رشید خان        | محلی             | محلی             |       |
| امان از این دل  | محمدعلی امیرجاهد | محمدعلی امیرجاهد |       |
| مستم مستم       | محلی             | محلی             |       |
| پَپو سلیمانی     |                  |                  |       |
| خروسک           |                  |                  |       |
| گل پامچال       | محلی گیلانی      | محلی گیلانی      |       |
| اردشیر و کامران | محلی             | محلی             |       |
| معشوق           |                  |                  |       |
| بمیرم برات      |                  |                  |       |
| گل کاغذی        | اردلان سرفراز    | تورج شعبان‌خانی   | اریک  |

### نگاه تو

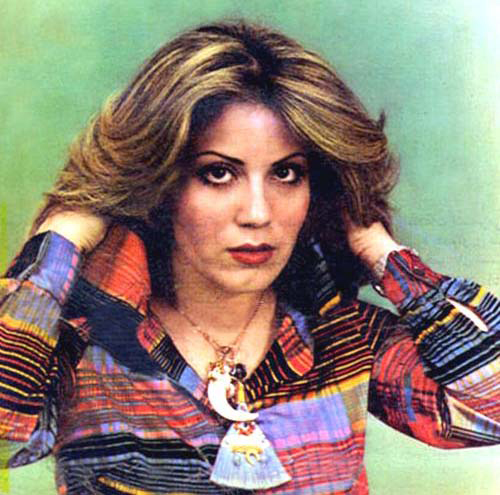
اکی بنایی

| نام ترانه         | ترانه‌سرا     | آهنگساز       | تنظیم         |
| ----------------- | ------------ | ------------- | ------------- |
| آقا               | پاکسیما      | منوچهر چشم‌آذر | منوچهر چشم‌آذر |
| عاشقانه           |              |               |               |
| هوای عشق          |              |               |               |
| شب آسیه           |              |               |               |
| هیچکی مثل تو نبود |              |               |               |
| رشید خان          | محلی         | محلی          |               |
| حرم عاشق          | هما میرافشار | محمد حیدری    | محمد حیدری    |

## نگارخانه

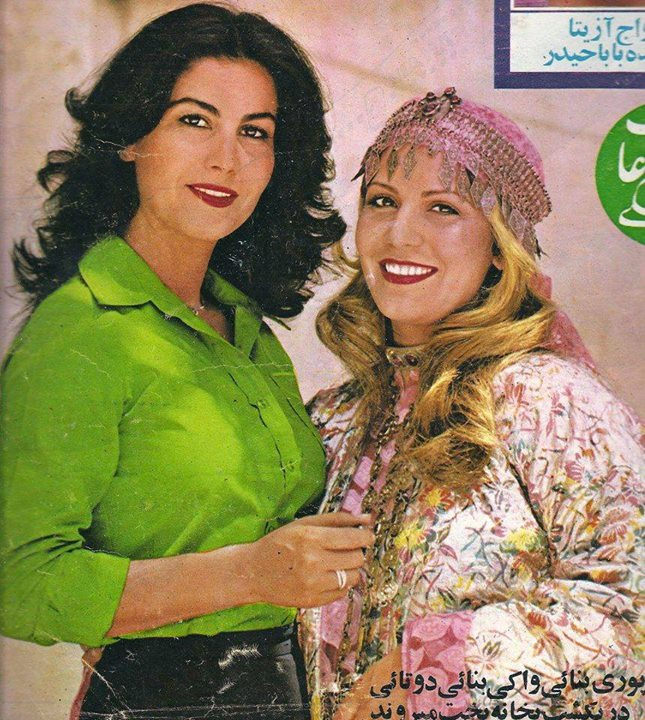
پوری و اکی بنایی روی جلد مجلهٔ اطلاعات هفتگی